# Echinochalina tubulosa
Echinochalina tubulosa är en svampdjursart som först beskrevs av Hallmann 1912.  Echinochalina tubulosa ingår i släktet Echinochalina och familjen Microcionidae. Inga underarter finns listade i Catalogue of Life.